# Josip Belotti

Josip Belotti je bio igrač Splita između dva svjetska rata. 
 Počeo je igrati početkom 1924. godine u pretečama današnjeg Splita. Bio je član momčadi iz 1933. koja plasirala u tadašnju Nacionalnu ligu, ali je raznim makinacijama od strane tadašnjeg Saveza morala proći kroz ponovljene kvalifikacije i s prepolovljenom momčadi (polovica igrača pozvana na odsluženje vojnog roka) u kojima se više nisu uspjeli popeti u elitni rang. Dugo godina bio je aktivan u radu "Splita".